# Abrazos Gratis
Abrazos Gratis es un movimiento social que involucra a personas que ofrecen abrazos a extraños en lugares públicos. Los abrazos están destinados a ser actos de bondad al azar para hacer que los demás se sientan mejor. El Mes Internacional de los Abrazos Gratis se celebra el primer sábado de julio y continúa hasta el primero de agosto.        
La campaña en su forma actual fue iniciada en 2004 por un hombre australiano conocido por el seudónimo de Juan Mann. La campaña se hizo famosa internacionalmente en 2006 como resultado de un video musical en YouTube de la banda australiana Sick Puppies, que ha sido visto más de 78 millones de veces hasta el 16 de abril de 2019.

## Historia

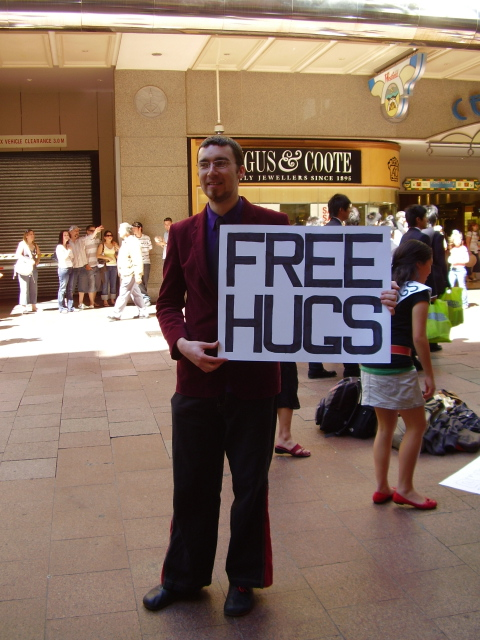
Juan Mann el creador del movimiento.

Juan Mann, el 30 de junio de 2004, comenzó a repartir abrazos en el Pitt Street Mall en el centro de Sídney. En los meses anteriores a esto, Mann se había sentido deprimido; sin embargo, un abrazo al azar de un extraño marcó una gran diferencia, con Mann afirmando que "... Salí a una fiesta una noche y una persona completamente al azar se me acercó y me dio un abrazo. ¡Me sentí como un rey! Fue lo más grande que me ha pasado".
Mann llevó el ahora icónico cartel de "ABRAZOS GRATIS" desde el principio. Sin embargo, en su primer intento en su ciudad natal, donde regresó y descubrió que él era la única persona que conocía, ya que sus amigos y familiares se habían mudado, tuvo que esperar quince minutos antes de que una anciana se le acercara y le diera un abrazo.
La desconfianza inicial de los motivos de Juan Mann eventualmente dio paso a un aumento gradual de personas dispuestas a ser abrazadas, con otros abrazadores (hombres y mujeres) ayudando a distribuirlos. En octubre de 2005, la policía les dijo que debían detenerse, ya que Mann no había obtenido un seguro de responsabilidad civil por valor de $25 millones por sus acciones. Mann y sus compañeros usaron una petición para intentar convencer a las autoridades de que se debe permitir que su campaña continúe sin el seguro. Su petición alcanzó las 10.000 firmas. Lo envió y se le permitió seguir dando abrazos gratis.
Mann se hizo amigo de Shimon Moore, entonces cantante principal de Sick Puppies, poco después de comenzar su campaña, y durante un período de dos meses a fines de 2005, Moore grabó imágenes de video de Mann y sus compañeros abrazadores. Moore y su banda se mudaron a Los Ángeles en marzo de 2005 y no se hizo nada de inmediato con el metraje. Mientras tanto, Mann continuó su campaña a lo largo de 2005 y 2006 apareciendo en Pitt Street Mall en Sídney la mayoría de los jueves por la tarde.
A mediados de 2006, la abuela de Mann murió y, para consolarse, Moore hizo el video musical usando las imágenes que había filmado en 2005 para enviárselas a Mann como regalo, afirmando en una entrevista que "se lo envié en un disco como regalo" y escribió "Esto es lo que eres".
El 30 de octubre de 2006, Oprah Winfrey invitó a Mann a aparecer en su programa Oprah después de que el médico de su productor viera el video Free Hugs en YouTube. Juan Mann apareció fuera de su estudio esa mañana, ofreciendo abrazos gratis a la multitud que esperaba ver la grabación del episodio de ese día. Los equipos de cámara de Oprah captaron a varias personas en la audiencia abrazando a Mann a medida que avanzaba la mañana.
El 23 de octubre de 2007, Juan Mann anunció su dirección residencial en línea y ofreció una invitación abierta a cualquiera para que viniera y conversara frente a la cámara como parte de su 'proyecto de puertas abiertas'. Mann recibió a 80 invitados durante 36 días. El 25 de noviembre de 2007, el arrendador de Mann lo amenazó con desalojarlo, por lo que lanzó una apelación en línea.
El 25 de diciembre de 2007, Juan Mann publicó un libro electrónico como descarga gratuita. El 22 de noviembre de 2008, en YouTube Live, Sick Puppies interpretó "All the Same" mientras Juan Mann abrazaba a los miembros de la multitud. El 13 de febrero de 2009 se llevó a cabo el Día del Abrazo Gratis.
En el foro del sitio web de Abrazos Gratis, los involucrados en la campaña pidieron un Día Internacional de los Abrazos Gratis anual. Mann declaró que el día caería el primer sábado siguiente al 30 de junio de cada año; siendo esta la primera cita en la que Mann ofreció abrazos gratis en Pitt Street Mall, Sídney en 2004. El primer Día Internacional de los Abrazos Gratis fue el 7 de julio de 2007, el segundo el 5 de julio de 2008 y el tercero el 4 de julio de 2009. 
En Riad, Arabia Saudita, dos hombres fueron arrestados por el Comité para la Promoción de la Virtud y la Prevención del Vicio por ofrecer abrazos gratis en un espacio público. La medida fue criticada en Twitter; sin embargo, otros se opusieron por completo a la campaña.

## Beneficios de un abrazo
A lo largo de nuestra vida recibimos abrazos de nuestros padres, amigos, nuestra pareja, incluso de personas que no conocemos, como sucede con este movimiento; sin embargo, este acto brinda algo más que un bienestar momentáneo. Sucede que cada vez que recibimos un abrazo, esta acción repercute en nuestros sentimientos y aun también (aunque parezca increíble) en nuestra salud y psiquis. 
Para empezar, el contacto físico contribuye al desarrollo de las neuronas y para que estas no mueran, es esencial el contacto físico. Cuando abrazamos liberamos el estrés, la ansiedad, la depresión y creamos una especie de confianza en nosotros mismos. A su vez la oxitocina, o más conocida como hormona del amor, incrementa y mejora la salud de nuestro organismo. Reduce la presión arterial, mejora el sistema inmune, relaja los músculos, mejora el estado de ánimo al mismo tiempo que reduce los sentimientos de enojo y apatía. 
Podemos tener cuantos motivos queramos para ABRAZAR, sea por necesidad, amor o bienestar, nunca está de más. Permitámonos abrazar más. ¿Lo mejor de todo? es GRATIS.
Aquí un video hecho en Reynosa Tamaulipas, México https://www.youtube.com/watch?v=Eei3CqppUMg

## "Abrazos Gratis" en diferentes idiomas
- Afrikáans: Gratis drukkies
- Albanés: Përqafime falas
- Alemán: Kostenlose Umarmungen
- Árabe: احضان مجانية
- Búlgaro: Безплатни прегръдки
- Castellano: Abrazos gratis
- Catalán: Abraçades gratuïtes
- Checo: Obejmutí zadarmo

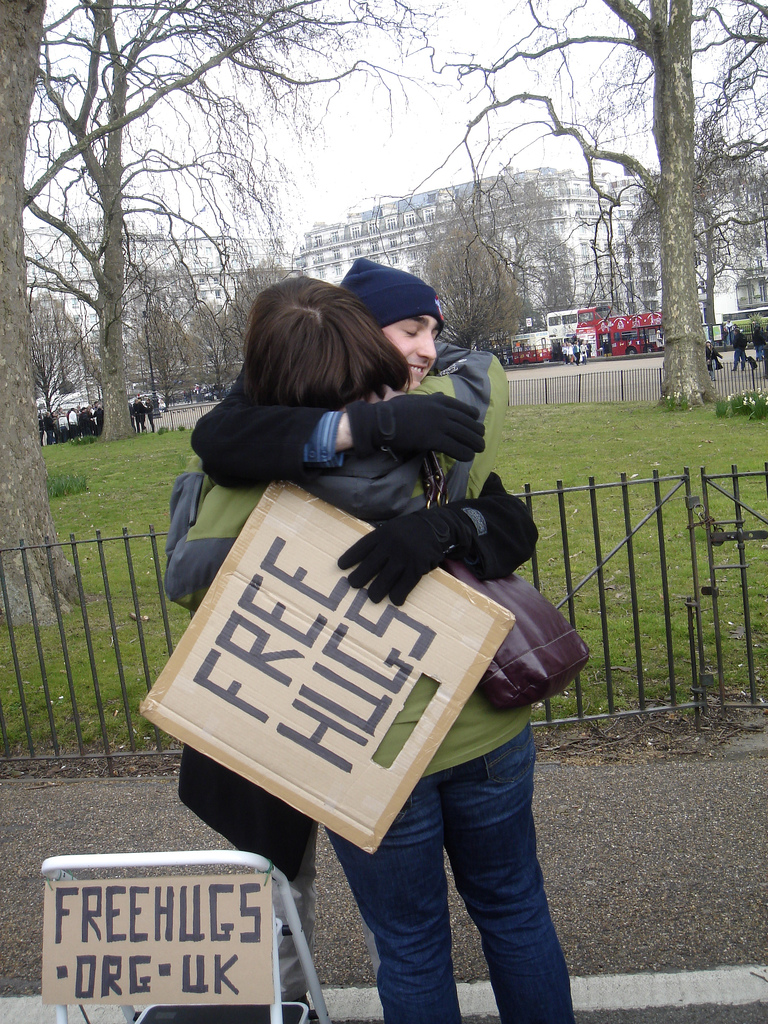
Abrazos gratis en Hyde Park.

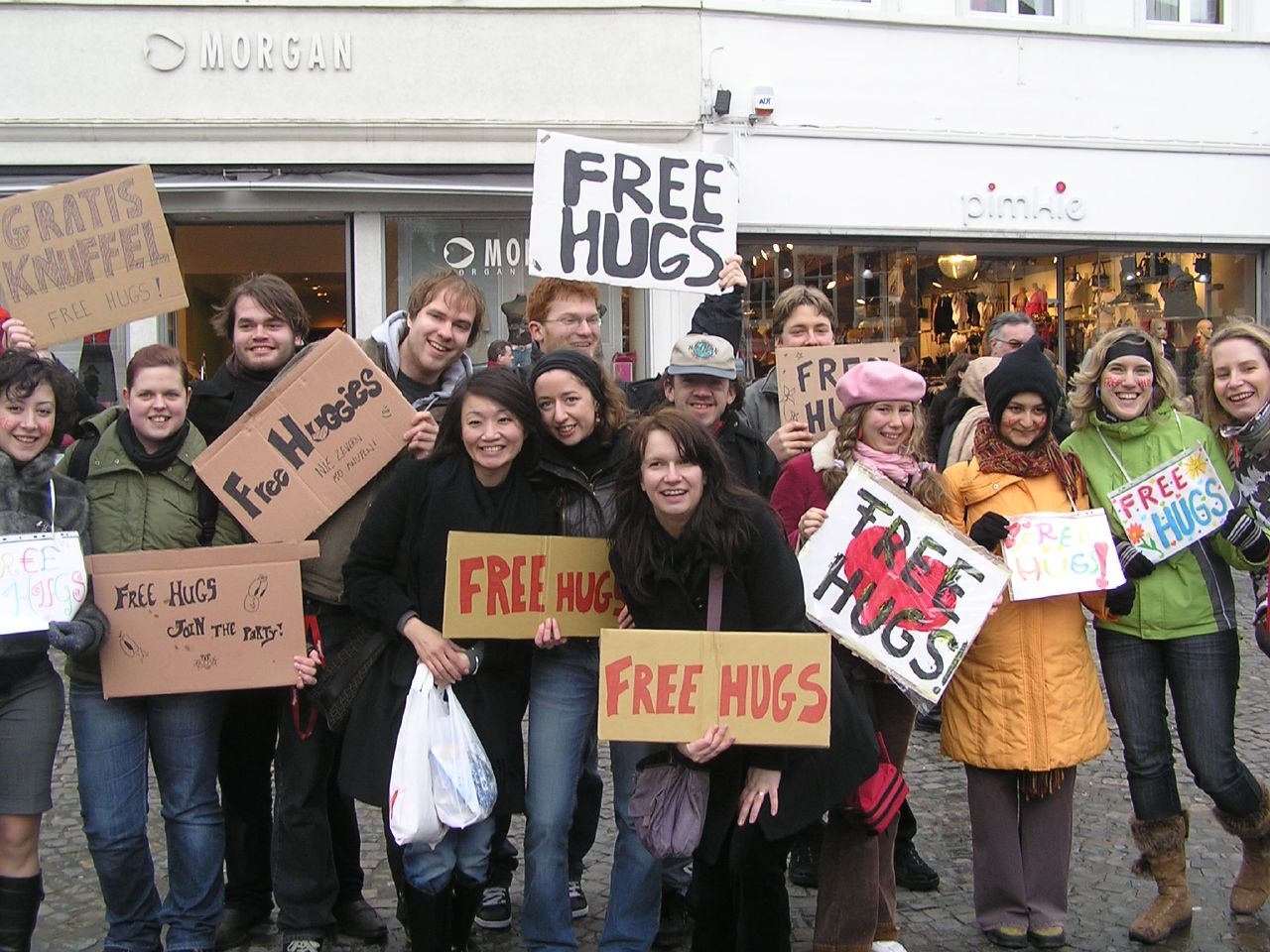
En Brujas, Bélgica.

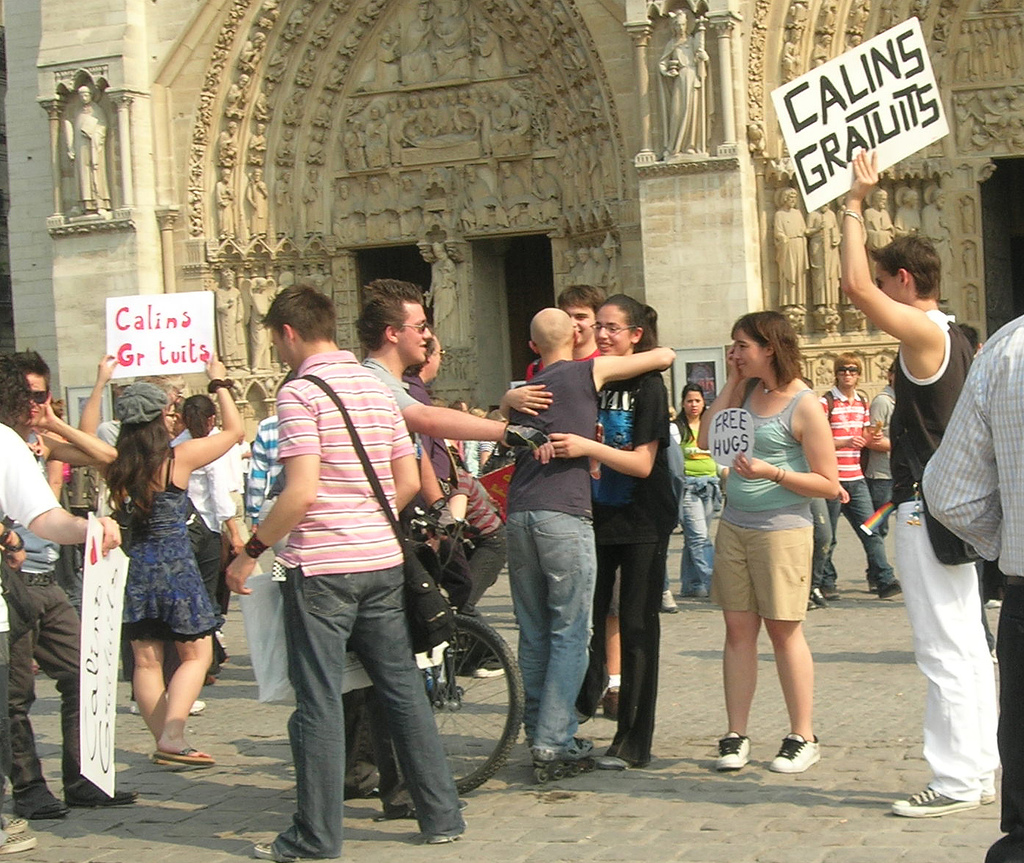
En París.

- Chino: 免費擁抱 (tradicional) / 免费拥抱 (simplificado)
- Criollo: Kroke gratis
- Danés: Gratis Kram, Gratis Knus
- Eslovaco: Objatie zadarmo
- Esloveno: Brezplačni objemi
- Esperanto: Senpagaj Brakumadoj
- Estonio: Tasuta kallid
- Euskara: Doaneko besarkadak
- Filipino: Libreng Yakap
- Finés: Ilmaisia haleja
- Francés: Câlins Gratuits
- Galés: Cwtsh am Ddim
- Guaraní: Ñañua Rei
- Gallego: Apertas Gratis
- Griego: Δωρεάν αγκαλιές
- Hebreo: חיבוקים חינם
- Hindi: अन्कमाल सित्तैमा
- Húngaro: Ingyen ölelés
- Indonesio: Pelukan Gratis
- Inglés: Free Hugs
- Islandés: Ókeypis Faðmlög
- Italiano: Abbracci Gratis
- Japonés: フリーハグズ
- Javanés: Takdekep Gundulmu
- Kirundi: Inyambirano k'ubuntu
- Coreano: 프리 허그
- Letón: Bezmaksas apskāvieni
- Lituano: Nemokami apkabinimai
- Luxemburgués: Gratis Emarmung
- Malayo: Pelukan Percuma
- Neerlandés: Gratis Knuffels
- Noruego: Gratis Klemmer
- Papiamento: Brasa Gratis
- Polaco: Darmowe Przytulanie
- Portugués: Abraços gratis
- Rumano: Îmbraţişare gratuită
- Ruso: Бесплатные объятия
- Serbio: Бесплатни Загрљаји / Besplatni zagrljaji
- Sindhi: Bhakur Pa-e-nu
- Sórabo: Darmotnej wobjeća
- Sueco: Gratis Kramar
- Tailandés: กอดฟรี
- Tamil: Ilavasa Aravanaippu
- Turco: Bedava Kucaklama
- Ucraniano: Безкоштовні обійми
- Uigur: Bikagha Kuqakhlash
- Urdu: Galey Milna Muft
- Vietnamita: Ôm miễn phí